# CONCACAF Nations League 2019-2020 - Lega C

## Gruppo A

### Classifica
| Pos | Squadra                 | Pt | G | V | N | P | GF | GS | DG  |
| --- | ----------------------- | -- | - | - | - | - | -- | -- | --- |
| 1.  | Barbados                | 12 | 6 | 4 | 0 | 2 | 14 | 4  | +10 |
| 2.  | Isole Cayman            | 12 | 6 | 4 | 0 | 2 | 7  | 8  | -1  |
| 3.  | Saint-Martin            | 9  | 6 | 3 | 0 | 3 | 7  | 8  | -1  |
| 4.  | Isole Vergini Americane | 3  | 6 | 1 | 0 | 5 | 3  | 11 | -8  |

### Risultati
| Arbitro: | Tristley Bassue |

|  |           |                   |
|  | Marcatori | 60’, 90+5’ Martin |

| Arbitro: | Patrick Senecharles |

|                                       |           |  |
| Leacock 4’ Blackman 15’, 49’ Gale 64’ | Marcatori |  |

| Arbitro: | Okeito Nicholson |

|            |           |                     |
| Dalmat 78’ | Marcatori | 3’ Dennis 6’ Joseph |

| Arbitro: | Luis Santander |

|                                     |           |                    |
| Martin 5’ Ebanks 70’ Bellafonte 75’ | Marcatori | 14’ Hill 74’ Jules |

| Arbitro: | Oshane Nation |

|                           |           |  |
| Bellechasse 64’, 71’, 75’ | Marcatori |  |

| Arbitro: | Benjamín Pineda |

|              |           |  |
| Blackman 55’ | Marcatori |  |

| Arbitro: | Randy Encarnación |

|  |           |                                                |
|  | Marcatori | 17’ Leacock 77’ Jules 80’ Lashley 90’ Phillips |

| Arbitro: | Fernando Hernández |

|            |           |  |
| Ebanks 75’ | Marcatori |  |

| Arbitro: | Bryan López |

|               |           |  |
| Chevalier 81’ | Marcatori |  |

| Arbitro: | José Kellys |

|          |           |  |
| Hyde 17’ | Marcatori |  |

| Arbitro: | Moeth Gaymes |

|               |           |                               |
| McGuiness 69’ | Marcatori | 39’ Chevalier 49’ Bellechasse |

| Arbitro: | Kimbell Ward |

|                           |           |  |
| Hope 32’, 90’ Lashley 86’ | Marcatori |  |

## Gruppo B

### Classifica
| Pos | Squadra                   | Pt | G | V | N | P | GF | GS | DG  |
| --- | ------------------------- | -- | - | - | - | - | -- | -- | --- |
| 1.  | Bahamas                   | 10 | 4 | 3 | 1 | 0 | 10 | 2  | +8  |
| 2.  | Bonaire                   | 7  | 4 | 2 | 1 | 1 | 10 | 8  | +2  |
| 3.  | Isole Vergini Britanniche | 0  | 4 | 0 | 0 | 4 | 5  | 15 | -10 |

### Risultati
| Arbitro: | Moeth Gaymes |

|                                           |           |                   |
| Martha 74’, 83’ Seinpaal 78’ Trinidad 81’ | Marcatori | 32’, 90+2’ Forbes |

| Arbitro: | Ricangel de Leça |

|                     |           |                |
| Hall 49’ Hepple 78’ | Marcatori | 90+2’ Seinpaal |

| Arbitro: | Trevester Richards |

|  |           |                                              |
|  | Marcatori | 37’ (rig.), 49’ St. Fleur 55’ Hall 81’ Carey |

| Arbitro: | Moeth Gaymes |

|                                     |           |                                                                 |
| Rowe 45+3’ Forbes 65’ Wiltshire 84’ | Marcatori | 25’ (rig.) Cicilia 88’ R. Janga 90+3’ (aut.) Medway 90+5’ Koffy |

| Arbitro: | Tristley Bassue |

|                                   |           |  |
| Joseph 9’ St. Fleur 11’ Carey 36’ | Marcatori |  |

| Arbitro: | Walter López |

|          |           |             |
| Piar 44’ | Marcatori | 36’ Delancy |

## Gruppo C

### Classifica
| Pos | Squadra    | Pt | G | V | N | P | GF | GS | DG  |
| --- | ---------- | -- | - | - | - | - | -- | -- | --- |
| 1.  | Guatemala  | 12 | 4 | 4 | 0 | 0 | 25 | 0  | +25 |
| 2.  | Porto Rico | 6  | 4 | 2 | 0 | 2 | 6  | 12 | -6  |
| 3.  | Anguilla   | 0  | 4 | 0 | 0 | 4 | 2  | 21 | -19 |

### Risultati
| Arbitro: | Randy Encarnacion |

| |           |  |
| Vargas 13’ J. Martínez 18’ Ceballos 37’, 82’ Galindo 44’ Guerra 60’, 72’, 77’, 86’ Márquez 90+1’ (rig.) | Marcatori |  |

| Arbitro: | Ismael Cornejo |

|  |           |                                                                                 |
|  | Marcatori | 30’ (rig.) Ceballos 54’ (rig.) Guerra 61’ (rig.) Galindo 72’ Robles 89’ de León |

| Arbitro: | Reon Radix |

|  |           |                                                                   |
|  | Marcatori | 4’ Guerra 18’ Santeliz 61’ (rig.) Ceballos 72’ Pérez 90+2’ Pineda |

| Arbitro: | Ricangel de Leça |

|                             |           |                                |
| Lake-Bryan 76’ Guishard 89’ | Marcatori | 39’ Ferrer 44’ Padron 54’ Díaz |

| Arbitro: | Nelson Salgado |

|                                                                      |           |  |
| Gallardo 3’ Galindo 19’ (rig.) Cincotta 45’ Álvarez 56’ Martínez 82’ | Marcatori |  |

| Arbitro: | Ariel Sánchez |

|                                 |           |  |
| Rivera 56’, 67’ (rig.) Vega 82’ | Marcatori |  |

## Gruppo D

### Classifica
| Pos | Squadra        | Pt | G | V | N | P | GF | GS | DG  |
| --- | -------------- | -- | - | - | - | - | -- | -- | --- |
| 1.  | Guadalupa      | 12 | 4 | 4 | 0 | 0 | 20 | 2  | +18 |
| 2.  | Turks e Caicos | 6  | 4 | 2 | 0 | 2 | 8  | 17 | -9  |
| 3.  | Sint Maarten   | 0  | 4 | 0 | 0 | 4 | 6  | 15 | -9  |

### Risultati
| Arbitro: | Pierre-Luc Lauzière |

|                                                     |           |          |
| Ramothe 5’ David 26’, 61’ Baron 48’ Hauterville 89’ | Marcatori | 83’ Lake |

| Arbitro: | José Torres |

|  |           |                                           |
|  | Marcatori | 13’ (rig.), 51’ (rig.) Mirval 84’ Labylle |

| Arbitro: | Ismael Cornejo |

|                     |           |                                                     |
| Lake 9’, 36’ (rig.) | Marcatori | 18’, 45+1’, 87’ (rig.) Forbes 59’ Beljour 61’ Magny |

| Arbitro: | José Kellys |

|                 |           |                        |
| Lake 75’ (rig.) | Marcatori | 10’ (rig.), 35’ Mirval |

| Arbitro: | William Anderson |

|                                   |           |                        |
| Elcius 37’ Singh 75’ Forbes 90+3’ | Marcatori | 12’ Lake 45+1’ Boelijn |

| Arbitro: | Nima Saghafi |

|                                                                                              |           |  |
| Mirval 3’, 6’, 53’ Valérius 7’ Ramothe 30’, 75’ Durbant 39’, 63’ Tille 80’ Anatol 90’ (rig.) | Marcatori |  |